# Mliana
Miliana, Mliana o Melyana és una ciutat d'Algèria de la província d'Ain Defla, a 91 km al sud-oest d'Alger. És l'antiga Zucchabar  (a vegades Sugubar, potser del fenici "mercat de blat" o del libi-amazic Izeikir Abadir «La muntanya del déu Abadir», nom del que derivaria el de Zakkar donat a les muntanyes de la zona).
Era una ciutat de Mauretània que va ser romanitzada i va formar part de la província romana de Mauritània Cesariense amb el nom Manliana (en grec antic Μανλίανα o Μαρλίανα, segons Claudi Ptolemeu) potser derivat d'una família de nom Mànlia propietària de grans extensions de terreny. Es troba en un costat del Zakkar Gharbi (1579 metres) i domina a l'est i sud la vall del riu Chelif. La regió està poblada d'amazics. Té importància per les mines de ferro del veïnatge, i és el centre de pelegrinatge a la tomba de Sidi Àhmad ibn Yúsuf, un marabut que va viure al segle xiv. Cap a l'any 1930 tenia uns 12.000 habitants; el 1988 eren 39.662 i el 2004 ja pujaven a 45.318 habitants.
Les ruïnes de Zucchabar van subsistir fins a l'inici de l'ocupació francesa.

## Història
Plini el Vell diu que s'anomenava Colonia Augusta i hauria estat fundada per l'emperador Octavi August entre els anys 27 aC i 25 aC. Un net i un besnét de Gneu Pompeu Magne van ser enterrats a la ciutat segons una inscripció. Va ser la seu d'un bisbat. L'any 375 el general romà Flavi Teodosi el Vell, després d'evacuar Cesarea (Cherchell) va ocupar "Sugabar" a "mig costat del mont Transcellens" per reprimir la revolta del cap amazic Firm. Amb la invasió dels vàndals al segle v la ciutat va patir severament i la major part dels seus monuments van desaparèixer.

### Època àrabo-musulmana
Amb la conquesta àrab el nom romà es va arabitzar en Melana (plena, rica) del qual en va derivar Miliana o Melyana. El territori va formar part del regne dels Maghrawa. La ciutat moderna es va fundar al segle x suposadament pel cap amazic sanhadja Ziri ibn Manad que la va cedir com a residència al seu fill Bulugguín ibn Ziri. Sota aquest i els seus successor Miliana va passar a ser una gran capital del Magreb. Segons Ibn Hàwqal era una ciutat pròspera i ben aprovisionada amb un mercat concorregut. També l'esmenta al-Bakrí que parla de les seves antiguitats. Al-Idrisi parla de l'abundància de l'aigua i de la fertilitat de la terra. Caiguts els hammàdides va passar als almoràvits l'any 1081 junt amb Alger i Médéa, passant el 1159 als almohades. Els mallorquins Alí i Yahya ibn Ghàniya la van ocupar temporalment, després d'un setge l'any 1184. Després del 1225 s'esmenta en poder dels Banu Tudjin, aliats hàfsides i va ser motiu de disputa entre els hàfsides, els abdalwadites de Tremissèn, que la van ocupar després del 1268, i els marínides. El 18 de juliol de 1270 els croats van desembarcar a Tunis i van portar la pesta a la regió que es va estendre a Miliana. Ibn Khaldun la descriu com una part del domini dels Maghrawa Beni Warsifen (Maghrawa del Chelif). El 1308 els abdalwadites la van tornar a dominar però el 1314 els maghrawes es van revoltar. L'any 1318 els abdalwadites l'havien recuperat.
Al segle xv va formar part d'un principat zayyànida (abdalwadita) que comprenia Médéa i Ténès, però després va retornar a Tremissèn quan el fill del fundador del principat, Abu-Abd-Al·lah Muhàmmad al-Mutawàkkil va reunificar tot els dominis abdalwadites en benefici propi el 1461. L'any 1492 s'hi van establir molts andalusins expulsats de les seves terres pels castellans. No obstant el nominal domini de Tremissèn que va durar fins al 1555 la ciutat era virtualment independent durant un segle fins a l'arribada dels turcs: Arudj, després d'ocupar Alger, es va apoderar de Miliana. El territori era part del Dar al-Sultan, és a dir el territori d'administració directa del paixà d'Alger; un funcionari turc estava encarregat de recaptar els tributs i n'hi havia d'altres amb diverses funcions.

### Imperi francès
Quan els francesos van ocupar Alger el 1830, Miliana va ser independent fins que l'any 1834 hi va entrar Abd el-Kader que hi va deixar un bei. Els francesos la van ocupar el 8 de juny de 1840, però hi van quedar bloquejats per Abd el-Kàder fins al 1842 quan les operacions militars van assegurar les comunicacions. Es va erigir en comuna per decret de 17 de juny de 1854.